# James Johnson
James Patrick Johnson (Cheyenne, Wyoming, 20 de febrero de 1987)  es un jugador de baloncesto estadounidense que pertenece a la plantilla de los Indiana Pacers de la NBA. Con 2,01 metros de altura, juega en las posiciones de alero y ala-pívot.

## Trayectoria deportiva

### Universidad
Jugó durante 2 temporadas con los Demon Deacons de la Universidad de Wake Forest, en las que promedió 14,8 puntos, 8,3 rebotes y 1,4 tapones por partido. En su primera temporada lideró a su equipo en puntos (14,6) y rebotes (8,1), siendo incluido en el mejor quinteto de rookies y en el tercer mejor equipo de la Atlantic Coast Conference. Su mejor partido de la temporada lo disputó ante North Carolina State, en el que consiguió 28 puntos y 18 rebotes.
En su segunda temporada volvió a ser el máximo reboteador del equipo, con 8,5 capturas por partido, a los que sumó 15,0 puntos. Fue candidato en la pretemporada al prestigioso John R. Wooden Award. Nada más terminar la temporada, se declaró elegible para el draft de la NBA.

### Estadísticas
| Año     | Equipo      | PJ | PT | MPP  | %TC  | %3P  | %TL  | RPP | APP | ROB | TPP | PPP  |
| ------- | ----------- | -- | -- | ---- | ---- | ---- | ---- | --- | --- | --- | --- | ---- |
| 2007–08 | Wake Forest | 30 | 28 | 29.2 | .487 | .280 | .689 | 8.1 | 1.2 | 1.4 | 1.3 | 14.6 |
| 2008–09 | Wake Forest | 31 | 31 | 30.5 | .542 | .319 | .697 | 8.5 | 2.0 | 1.4 | 1.5 | 15.0 |
| Total   | Total       | 61 | 59 | 29.9 | .515 | .296 | .693 | 8.3 | 1.6 | 1.4 | 1.4 | 14.8 |

### Profesional

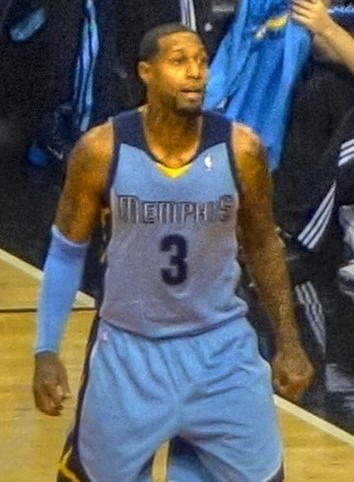
James Johnson con Memphis en 2014.

Fue elegido en la decimosexta posición del Draft de la NBA de 2009 por Chicago Bulls, equipo con el que firmó contrato en julio de 2009.
En febrero de 2011 fue traspasado a los Toronto Raptors a cambio de una primera ronda en el siguiente draft.
El 16 de julio de 2012, Johnson fue traspasado a Sacramento Kings a cambio de una elección de segunda ronda del draft de 2014.
El 30 de septiembre de 2013, firma con Atlanta Hawks, pero es cortado el 21 de octubre antes de debutar oficialmente. En noviembre fue adquirido por los Rio Grande Valley Vipers. En 10 encuentros promedió 18,5 puntos y 9,1 rebotes. El 16 de diciembre, firma con Memphis Grizzlies hasta final de temporada.
El 17 de julio de 2014 firma con Toronto Raptors, su segunda etapa en la franquicia.
Tras dos temporadas en Toronto, el 10 de julio de 2016, firma por una temporada y $4 millones con Miami Heat.
El 7 de julio de 2017, extiende su contrato con los Heat, por cuatro temporadas y $60 millones. El 19 de marzo de 2018, consiguió la mejor anotación de su carrera con 31 puntos ante Denver Nuggets.
Se perdió el primer mes de la temporada 2018–19 tras someterse a una operación para reparar una hernia lumbar.
Al comienzo de su cuarta temporada en Miami, el 6 de febrero de 2020, es traspasado a Minnesota Timberwolves en un intercambio entre tres equipos.
El 20 de noviembre de 2020, es traspasado a Oklahoma City Thunder a cambio de Ricky Rubio, pero una semana más tarde es traspasado a Dallas Mavericks en un intercambio entre tres equipos.
Tras unos meses en Dallas, el 25 de marzo de 2021, es traspasado junto a Wes Iwundu a New Orleans Pelicans, a cambio de J. J. Redick y Nicolò Melli.
El 6 de agosto de 2021 firmó contrato con los Brooklyn Nets. Al término de la temporada, el 7 de abril de 2022, tras 62 partidos con los Nets, fue cortado.
El 16 de septiembre de 2022 es contratado por los Indiana Pacers. El 9 de febrero de 2023 es cortado, pero cuatro días después firma hasta final de temporada.
El 15 de diciembre de 2023 renueva con Indiana. Pero tras cinco encuentros, el 17 de enero de 2024, es cortado. Dos días después firma un contrato de 10 días con los Pacers, un segundo contrato de 10 días el 29 de enero, y el 8 de febrero hasta final de temporada.
A finales de julio de 2024 renueva con los Pacers por una temporada.

## Estadísticas de su carrera en la NBA

### Temporada regular
| Año     | Equipo      | PJ  | PT  | MPP  | %TC  | %3P  | %TL   | RPP | APP | ROB | TPP | PPP  |
| ------- | ----------- | --- | --- | ---- | ---- | ---- | ----- | --- | --- | --- | --- | ---- |
| 2009-10 | Chicago     | 65  | 11  | 11.6 | .452 | .326 | .729  | 2.0 | .7  | .3  | .7  | 3.9  |
| 2010-11 | Chicago     | 13  | 0   | 9.5  | .415 | .222 | .462  | 1.8 | 1.1 | .6  | .7  | 3.2  |
| 2010-11 | Toronto     | 25  | 25  | 28.0 | .464 | .240 | .707  | 4.7 | 3.0 | 1.0 | 1.1 | 9.2  |
| 2011-12 | Toronto     | 62  | 40  | 25.2 | .450 | .317 | .704  | 4.7 | 2.0 | 1.1 | 1.4 | 9.1  |
| 2012-13 | Sacramento  | 54  | 11  | 16.3 | .413 | .095 | .597  | 2.7 | 1.1 | .8  | .9  | 5.1  |
| 2013-14 | Memphis     | 52  | 4   | 18.4 | .464 | .253 | .844  | 3.2 | 2.1 | .8  | 1.1 | 7.4  |
| 2014-15 | Toronto     | 70  | 17  | 19.6 | .589 | .216 | .657  | 3.7 | 1.4 | .8  | 1.0 | 7.9  |
| 2015-16 | Toronto     | 57  | 32  | 16.2 | .475 | .303 | .574  | 2.2 | 1.2 | .5  | .6  | 5.0  |
| 2016-17 | Miami       | 76  | 5   | 27.4 | .479 | .341 | .707  | 4.9 | 3.6 | 1.0 | 1.1 | 12.8 |
| 2017-18 | Miami       | 73  | 41  | 26.6 | .503 | .308 | .698  | 4.9 | 3.8 | 1.0 | .7  | 10.8 |
| 2018-19 | Miami       | 55  | 33  | 21.2 | .433 | .336 | .714  | 3.2 | 2.5 | .6  | .5  | 7.8  |
| 2019-20 | Miami       | 18  | 0   | 15.6 | .448 | .356 | .571  | 2.9 | 1.2 | .3  | .7  | 5.7  |
| 2019-20 | Minnesota   | 14  | 1   | 24.1 | .500 | .370 | .676  | 4.7 | 3.8 | 1.4 | 1.4 | 12.0 |
| 2020-21 | Dallas      | 29  | 1   | 17.4 | .462 | .250 | .586  | 3.0 | 1.7 | .8  | .8  | 5.7  |
| 2020-21 | New Orleans | 22  | 11  | 24.5 | .434 | .267 | .596  | 4.1 | 2.2 | .8  | .9  | 9.2  |
| 2021-22 | Brooklyn    | 62  | 10  | 19.2 | .469 | .271 | .527  | 3.5 | 2.1 | .5  | .5  | 5.5  |
| 2022-23 | Indiana     | 18  | 1   | 9.0  | .449 | .200 | .500  | 1.7 | .8  | .4  | .3  | 2.8  |
| 2023-24 | Indiana     | 9   | 0   | 5.2  | .300 | .000 | 1.000 | .4  | .9  | .6  | .1  | .9   |
| 2024-25 | Indiana     | 12  | 0   | 3.1  | .364 | .000 | .000  | .5  | .3  | .0  | .2  | .7   |
| Total   | Total       | 786 | 243 | 19.8 | .473 | .300 | .678  | 3.5 | 2.0 | .7  | .8  | 7.4  |

### Playoffs
| Año   | Equipo  | PJ | PT | MPP  | %TC  | %3P  | %TL  | RPP | APP | ROB | TPP | PPP  |
| ----- | ------- | -- | -- | ---- | ---- | ---- | ---- | --- | --- | --- | --- | ---- |
| 2010  | Chicago | 4  | 0  | 5.0  | .500 | .000 | –    | .3  | .3  | .0  | .0  | .0   |
| 2014  | Memphis | 3  | 0  | 9.3  | .333 | .400 | .700 | 2.0 | .0  | .3  | .0  | 6.3  |
| 2015  | Toronto | 2  | 0  | 6.0  | .333 | –    | .000 | 1.0 | .5  | .0  | .0  | 2.0  |
| 2016  | Toronto | 10 | 0  | 9.8  | .480 | .444 | .667 | 1.5 | .6  | .3  | .0  | 3.0  |
| 2018  | Miami   | 5  | 5  | 32.2 | .548 | .538 | .643 | 6.0 | 4.8 | 1.2 | 1.2 | 12.4 |
| 2024  | Indiana | 1  | 0  | 1.0  | —    | —    | .500 | .0  | .0  | .0  | .0  | 1.0  |
| 2025  | Indiana | 5  | 0  | 3.6  | .600 | .000 | .500 | .2  | .4  | .4  | .4  | 1.4  |
| Total | Total   | 30 | 5  | 11.3 | .474 | .448 | .541 | 1.8 | 1.1 | .4  | .3  | 4.1  |